# Роджер Берн
Роджер Вільям Берн (англ. Roger William Byrne; 8 лютого 1929, Манчестер, Англія — 6 лютого 1958, Мюнхен, ФРН) — англійський футболіст, крайній захисник. Виступав за футбольний клуб «Манчестер Юнайтед» і збірну Англії. Один з вісьмох футболістів «Манчестер Юнайтед», які загинули 6 лютого 1958 року під час авіакатастрофи в Мюнхені.

## Клубна кар'єра
З 1953 по 1958 роки був капітаном футбольного клубу «Манчестер Юнайтед» у відому епоху «малюків Басбі». На початку кар'єри Роджер грав на позиції крайнього півзахисника, але потім перейшов на позицію крайнього захисника.
Берн ніколи не вважався технічно витонченим футболістом. Він не був майстром відбору м'яча або боротьби в повітрі, але дивовижна працездатність і футбольне чуття дозволяли йому правильно вибирати позицію і своєчасно запобігати атакуючим поривам супротивника. Крім того, Роджер любив робити забігання вперед, підключаючись до атак команди, що відрізняло його від більшості крайніх захисників того часу: зазвичай вони просто оборонялися, майже не переходячи на чужу половину поля. 
Берн став чемпіоном Першого дивізіону в 1952, 1956 і 1957 роках і дійшов до фіналу Кубка Англії в 1957 році, в якому «Юнайтед» поступився «Астон Віллі».
З 1954 року Берн почав виступати за збірну Англії, незабаром ставши гравцем основного складу. Очікувалося, що він буде капітаном збірної Англії на Чемпіонаті світу 1958 року.
Берну було 28 років, коли він загинув у мюнхенській авіакатастрофі. Він так і не дізнався, що його дружина, Джой, чекала від нього першу дитину. Через вісім місяців після загибелі футболіста, у нього народився син, якого також назвали Роджером в пам'ять про батька. На початку 1970-х Роджер-молодший працював боллбоєм на «Олд Траффорд».

## Кар'єра в збірній
Провів за збірну Англії 33 матчу з 1954 по 1957 роки, був учасником чемпіонату світу 1954 року.

## Досягнення
Манчестер Юнайтед
- Чемпіон Першого дивізіону (3): 1951/52, 1955/56, 1956/57
- Володар Суперкубка Англії (3): 1952, 1956, 1957
- Разом: 6 трофеїв

## Статистика виступів
| Клуб              | Сезон             | Ліга | Ліга | Кубок Англії | Кубок Англії | Кубок чемпіонів | Кубок чемпіонів | Суперкубок Англії | Суперкубок Англії | Всього | Всього |
| Клуб              | Сезон             | Ігри | Голи | Ігри         | Голи         | Ігри            | Голи            | Ігри              | Голи              | Ігри   | Голи   |
| ----------------- | ----------------- | ---- | ---- | ------------ | ------------ | --------------- | --------------- | ----------------- | ----------------- | ------ | ------ |
| Манчестер Юнайтед | 1951/52           | 24   | 7    | 1            | 0            | -               | -               | 0                 | 0                 | 25     | 7      |
| Манчестер Юнайтед | 1952/53           | 40   | 2    | 4            | 1            | -               | -               | 1                 | 1                 | 45     | 4      |
| Манчестер Юнайтед | 1953/54           | 41   | 3    | 1            | 0            | -               | -               | 0                 | 0                 | 42     | 3      |
| Манчестер Юнайтед | 1954/55           | 39   | 2    | 3            | 0            | -               | -               | 0                 | 0                 | 42     | 2      |
| Манчестер Юнайтед | 1955/56           | 39   | 3    | 1            | 0            | -               | -               | 0                 | 0                 | 40     | 3      |
| Манчестер Юнайтед | 1956/57           | 36   | 0    | 6            | 1            | 8               | 0               | 1                 | 0                 | 51     | 1      |
| Манчестер Юнайтед | 1957/58           | 26   | 0    | 2            | 0            | 6               | 0               | 1                 | 0                 | 35     | 0      |
| Всього за кар'єру | Всього за кар'єру | 245  | 17   | 18           | 2            | 14              | 0               | 3                 | 1                 | 280    | 20     |

## Цікаві факти
Ряд джерел вказує як дату народження не 8 лютого, а 8 вересня 1929 року.
Домашній стадіон південноавстралійської футбольної команди «Норзерн Дімонс» в честь Роджера називається «Берн Парк».